# Suramericano de Natación de 2004 - 200 m. Mariposa Masculino
La prueba de 200 m mariposa masculino del campeonato sudamericano de natación de 2004 se realizó el 26 de marzo de 2004, el segundo día de competencias del campeonato. Tres nadadores lograron la marca clasificatoria a los Juegos Olímpicos de Atenas 2004.

## Medallistas
| Evento         | Oro                                    | Plata                                     | Bronce                            |
| -------------- | -------------------------------------- | ----------------------------------------- | --------------------------------- |
| 200 m mariposa | Kaio De Almeida · Brasil · 1:59.19. RC | Juan Valdivieso Arévalo · Perú · 2:02.33. | Lucas Salatta · Brasil · 2:03.92. |

RC:Récord de Competición.

## Resultados
| Posición | Carril | Nadador                 | Tiempo          |
| -------- | ------ | ----------------------- | --------------- |
| 1        | 4      | Kaio De Almeida         | 1:59.19. RC MCO |
| 2        | 5      | Juan Valdivieso Arévalo | 2:02.33. MCO    |
| 3        | 1      | Lucas Salatta           | 2:03.92. MCO    |
| 4        | 3      | Gastón Rodríguez        | 2:05.63         |
| 5        | 6      | Leopoldo Andara         | 2:06.96         |
| 6        | 2      | Marcos Burgos           | 2:08.91.        |
| 7        | 8      | Julio Galofre           | 2:09.59.        |
| 8        | 7      | Eduardo Ramírez         | 2:10.64.        |

MCO:Marca Clasificatoria a Olímpicos.